# Marianna Krasnodębska

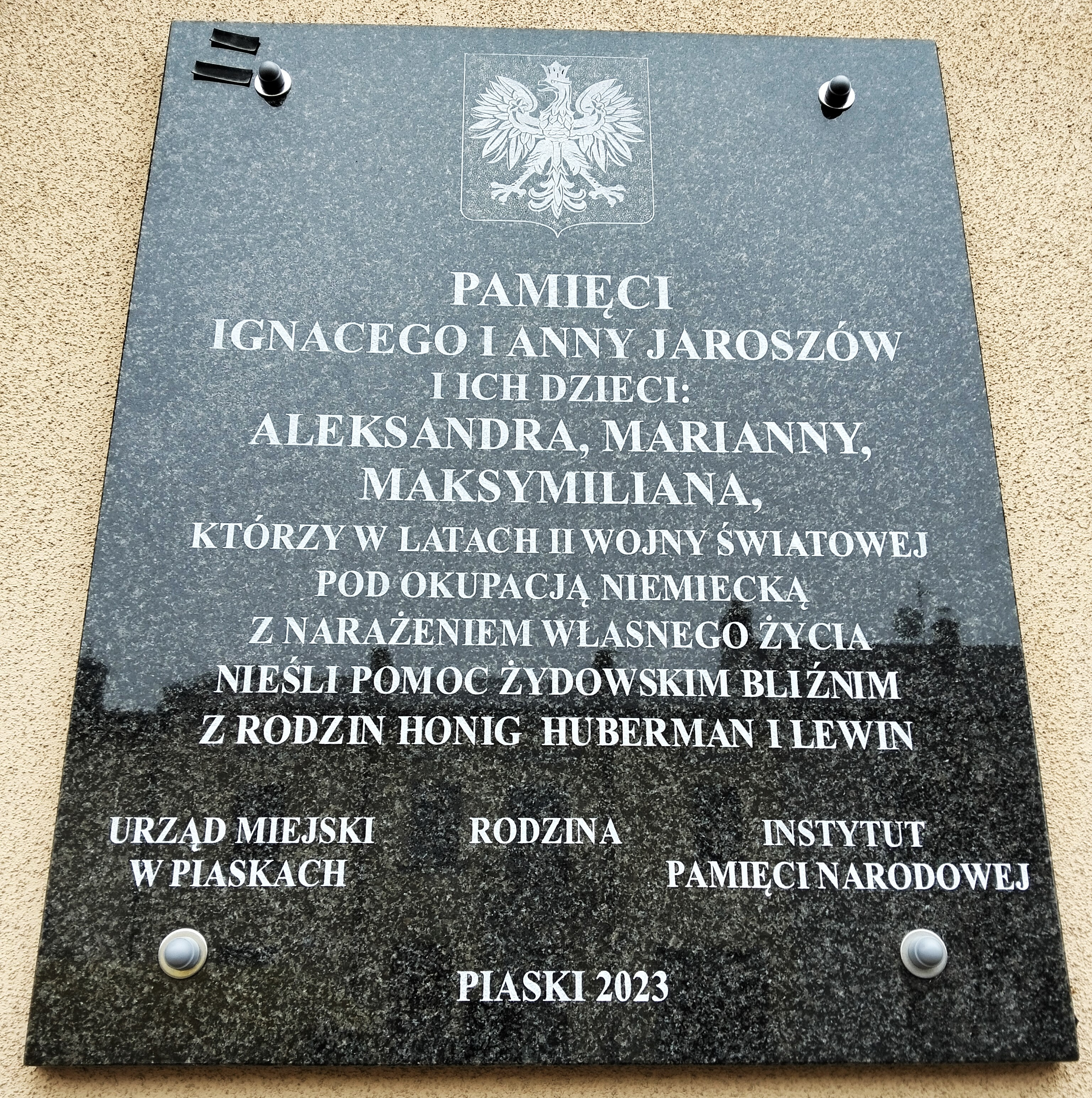
Tablica pamiątkowa w Piaskach

Marianna Regina Krasnodębska z domu Jarosz ps. „Wiochna” (ur. 10 października 1923 w Piaskach, zm. 14 stycznia 2025 w Lublinie) – polska działaczka podziemia w czasie II wojny światowej, uhonorowana tytułem Sprawiedliwy wśród Narodów Świata.

## Życiorys
Marianna pochodziła z miejscowej elity. Jej ojciec Ignacy Jarosz był urzędnikiem, budowlańcem. Ukończyła w Piaskach szkołę średnią handlową. Miała siedmioro rodzeństwa, czterej bracia oraz dziadek zostali zabici za działalność konspiracyjną. W Związku Walki Zbrojnej i Armii Krajowej Marianna posługiwała się pseudonimem „Wiochna”. Była dowódcą drużyny i łączniczką AK z Żydowską Organizacją Bojową w Piaskach. Doszła do stopnia porucznika, a pod koniec życia kapitana.
Rodzina Jaroszów przez cały okres okupacji pomagała Żydom z okolicznego getta w Piaskach. Podczas łapanek Żydzi znajdowali schronienie w domu i zabudowaniach gospodarczych Jaroszów. Marianna nosiła do getta żywność oraz leki. Wspólnie z braćmi organizowała amunicję do getta, a także blankiety fałszywych dokumentów: kenkart, dowodów osobistych. Szczególną opieką Jaroszowie otaczali żydowską rodzinę Lewinów: Wolfa wraz z córkami Gertrudą i Haną. Pomagali im ukrywać się, dostarczając żywność i materiały pierwszej potrzeby. Wśród ocalonych znalazł się także Józef Honig.
Bezpośrednio po wojnie, ze względu na działalność w AK, Krasnodębska miała problemy z zatrudnieniem. Zajmowała się rodzicami, którzy w czasie wojny podupadli na zdrowiu oraz pomagała innych członkom rodziny. W 1950 wyszła za mąż. Wyjechała za mężem do Poznania, a następnie do Leszna. W 1956 powrócili do Piask, a następnie przenieśli się do Lublina. Marianna zajmowała się domem. Po 1989 zaczęła brać aktywny udział w lokalnym życiu społecznym, uczestnicząc jako świadek historii w wydarzeniach patriotycznych i rocznicowych organizowanych przez urzędy, szkoły, biblioteki i instytucje kulturalno-oświatowe.
14 stycznia 2025 zmarła w Domu Pomocy Społecznej „Kalina” w Lublinie, w którym mieszkała od 2021. Pochowana została na cmentarzu komunalnym na Majdanku w Lublinie. Uroczystości pogrzebowe miały charakter państwowy.

## Odznaczenia
W 2001 Marianna Krasnodębska wraz z ojcem, matką Anną oraz braćmi Aleksandrem i Maksymilianem zostali odznaczeni medalami Sprawiedliwych wśród Narodów Świata. W 2008 otrzymała Krzyż Komandorski Orderu Odrodzenia Polski. Rok później była członkinią delegacji polskich Sprawiedliwych w Kanadzie. W 2020 wyróżniona Medalem „Pro Bono Poloniae”, Medalem Stulecia Odzyskanej Niepodległości i awansowana na stopień kapitana. W 2022 r. wyróżniona Medalem „Zasłużony dla Miasta Lublin”. Otrzymała także Odznakę Honorową „Zasłużony dla Województwa Lubelskiego”, Krzyżem Armii Krajowej, Krzyżem Partyzanckim, odznakę pamiątkową Akcji „Burza”, Krzyż Kawalerski Orderu Odrodzenia Polski, Złoty Krzyż Zasługi, Medal „Pro Memoria”.
W styczniu 2025 odznaczona pośmiertnie Krzyżem Komandorskim z Gwiazdą Orderu Odrodzenia Polski.